# ウィークエンドネットワーク
ウィークエンドネットワークは、TBSラジオの制作で、JRN系列の民放ラジオ局で放送している土曜夕方のニュース番組。
かつてはTBSラジオを含めて全局同時ネットであったが、1995年4月からMBSラジオが『ネットワーク1・17』の番組スタートに合わせて同番組内包の企画ネットに転換。放送上は、『MBSニュース』（同局の自社制作による定時ニュース）の一部として扱われている。
また、TBSラジオでは2021年3月を以って一旦放送を取り止めていたが、2023年1月7日より15:55からTBSラジオローカル番組で放送されている。現在はTBSラジオ・MBSラジオのローカル制作、TBSラジオからの裏送りの3パターンで放送されている。

## 放送時間

### TBSラジオ
- 土曜日 15:55 - 16:00（実際の本編は15:58で終了）

番組表上では2023年1月7日よりそれまでの『TBSニュース』から改題。但し放送では引き続き『TBSニュース』と名乗っている。内容は17:45放送のものとは別内容。

### MBSラジオ
- 毎週土曜日 17:40 - 17:43（放送上のタイトルは『MBSニュース』）
  - 2022年3月26日までは基本として、自社制作の生ワイド番組（2020年3月28日以降は『豊永真琴のMBSミュージックパーク』）内で17:00頃 - 17:05頃に放送。特別編成によって内包先番組の放送を17:00より前に終了する場合や、本来の内包先番組に代わって特別番組を17時台で放送する場合に限って、単独番組として17:40 - 17:43に放送していた。またプロ野球シーズン期間中、デーゲーム中継を17:40以降も続ける場合には中継終了の直後に3分間放送する。

### TBSラジオ・MBSラジオ以外のJRN系列各局
- 土曜日 17:45 - 17:50（実際の本編は17:48で終了。TBSラジオから裏送り）

各パターン1分のネットワークセールスCM枠がある。

## 出演者

### TBSラジオ制作版（TBSラジオローカル・全国ネット）での出演者
- 1990年4月〜1995年3月 高橋進
- 1995年4月〜2013年3月 今村稔（元・TBSキャスター(当時)。『ネットワークトゥデイ』も担当していた）
- 2013年4月〜2017年9月 内山研二
- 2017年10月〜 近藤美矩

### MBSラジオ自社制作版の出演者
他の曜日・時間帯の『MBSニュース』と同じく、シフト勤務で報道フロアに待機しているアナウンサーがストレートニュースを伝えている。ただし、2022年3月26日までは大半の週で自社制作の生ワイド番組に内包されていたため、以下に挙げる内包先番組のパーソナリティが本編の前後にアナウンスを入れていた。
- 1995年4月〜2007年3月　魚住由紀（『ネットワーク1・17』のパーソナリティ）
- 2007年4月〜2010年3月　西靖（毎日放送アナウンサー、『土曜リクエスト』シリーズのパーソナリティ）
- 2010年4月〜2017年3月　河田直也（同上）
- 2017年4月〜2020年3月14日　井上雅雄（同上）
- 2020年3月28日〜2022年3月26日　豊永真琴（『豊永真琴のMBSミュージックパーク』のメインパーソナリティ）

## 番組概要
- 『ネットワークトゥデイ』と同じく『ニュースハイライト』（月 - 土曜日の夕方に放送されていたJRN全国ニュース番組）の流れを汲んでいるが、1990年4月に平日版の名称が『イブニングネットワーク』に変更されたことに合わせて、土曜版に『ウィークエンドネットワーク』というタイトルが付けられた。
- 『ネットワークトゥデイ』同様、昼11:45の「JNNニュース」で使用した記者リポートを録音・編集して流すことがある（ただし枠が4分しかないため流せる記者リポートは1本のみ）。
- 平日の『ネットワークトゥデイ』で本編を自社で制作している和歌山放送（WBS）・RKB毎日放送も、当番組ではTBSラジオからの音声を放送する。
- MBSラジオでは本編をMBSで制作するため、関西地方のローカルニュースを中心に『MBSニュース』として放送する。あくまでも企画ネットであるため、ネットスポンサーが付いている場合には、本編の前後にスポンサーのCMを流す。
- 2023年9月までは、平日の『ネットワークトゥディ』がTBSラジオでは『荻上チキ・Session』のフロート番組で、その中の17時台のコーナー扱いで一緒にradikoで配信されていたため、それに倣って当該枠は各局ロゴ・マスコットなど（四国放送のように独自のロゴを使用した局もあった）が掲示されていたが、2023年10月以後『-トゥディ』がTBS-Rでも単独放送になったことから、一部局を除いて統一デザインの番組ロゴが使用されるようになった。『-トゥディ』のデザインとほぼ同じに作られているが、真ん中のタイトル『ウィークエンドネットワーク』とバックの色をオレンジ（平日版は青）に差し替えてある。但し平日のような放送時間は、TBS-Rと裏送りネット局（企画ネットのMBSラジオを除く）とでは違うため、記載されていない。

## 各局の放送事情

### TBSラジオ
※2000年代以降
- 2001年から2005年、および2007年のナイターオフシーズンにおいては、TBSラジオではスポーツ情報番組の1コーナーとして放送（2005年までは『スポーツBOMBER!』、2007年度は『元木大介のエキサイトベースボールサタデー』）。
- 2006年1月から3月24日までの3ヶ月間は、その前枠である17:30〜17:45に『ウィークエンドTOKYO』が放送されていた（内容は首都圏の1週間を振り返るもの）。パーソナリティは『ウィークエンドネットワーク』と同じく今村稔。引き続き放送される、実質 17:50までの放送であった。
- 2010年度 - 2017年度までは、17:30からの30分（もしくは60分）番組『サタデースポーツ&ニュース』を放送していた。『ウィークエンドネットワーク』はそのニュースパートという位置付けとなっていた。これは土曜・日曜の定期ナイター中継廃止により、その前座枠の番組を土曜夕方に集約させて始まった番組である。
- 2021年4月改編で17:00 - 18:00に『サタデースペシャル』枠を新設したことに伴って、当番組を（MBSラジオを除く）JRN加盟他局への裏送りに移行した[1]。
- 2023年1月7日以降は、前述した17時台での裏送りを継続しながら、「土曜日最後の定時ニュース」として2022年4月2日から15:55 - 16:00に編成されている『TBSニュース』に当番組の名称を冠している。

### CBCラジオ
- CBCラジオでは、17時台に編成される生ワイド番組に内包されている（2020年4月以降、2020年11月現在は『大前りょうすけのちょいバズ!』）。

### MBSラジオ
- 単独番組として編成する場合には、『ウィークエンドネットワーク』ではなく、『MBSニュース』として放送している。
- 2022年3月26日までは、自社制作による午後～夕方帯の生ワイド番組（2020年3月28日以降は『豊永真琴のMBSミュージックパーク』）に内包されていた。ただし、特別番組などを編成する関係で16時台で終了する場合には、単独番組として17:40（以前は17:38）から3分間放送。プロ野球シーズン中にデーゲーム中継の延長によって、当該番組を休止する場合は中継の終了後に単独番組として放送するか、本編を休止したうえでCMをナイトゲームの中継内で流していた。
- 2022年4月2日以降は、『MBSミュージックパーク』から分離したうえで、通年に単独番組として編成。通常は『ミュージックパーク』（または特別番組）の直後（17:40 - 17:43）に放送されるが、プロ野球のデーゲーム中継を17:40以降も続ける場合は中継終了の直後に3分間放送する。

### その他
- 一部のネット局（ネット局の項を参照）では独立番組として放送しているため、本編に入る前は、予告コールではなく、CMになっている。

## 放送の流れ

### 全国ネット版
- 17:45.00 出演アナウンサーが「○月○日、ウィークエンドネットワーク」 とアナウンスし、ニュースを3～4本紹介する。
  - 2021年3月までタイトルアナウンスのあと60秒のCM枠があったが、2021年4月以降はこの枠が廃止された。ニュースのうち、1本は上記記述の昼のJNNニュースの音声を放送していた時期があった。
- 17:47.50 エンディングコメント「以上（〇月〇日の）ウィークエンドネットワークでした。」（回によっては「以上、ニュースでした」など別の言い回しになる場合もある）と言って、番組が終了する。
- 17:48.00 CM、番組終了

※2007年6月までと2012年8月 - 10月中旬頃は提供クレジットも読まれていた。

#### かつての番組の流れ
- 番組開始〜2000年3月までは17:45〜18:00までの15分番組で、17:52を境に前半は全国ニュース、後半はプロ野球直前情報やスポーツ情報という、平日版『イブニングネットワーク』と同じスタイルで放送していた。
  - 開始当初のごく一時期は男性のナレーターが事前に収録した「ウィークエンドネットワーク!!」のコールと、女性アナウンサーの提供読みがあったが、のちに生放送でテーマ音楽をバックに、現在の形にほぼ近い「○月○日、ウィークエンドネットワーク。○○の提供でお送りします」とコールし、CM明けに「こんにちは[2]。○○（キャスター名）です」とあいさつしていた。現在はキャスター名を一切名乗っていない。
- 後半のスポーツ情報は長らく渡辺謙太郎が担当。この当時はコーナー名称は特になく、ニュースが終了するとすぐにスポーツ情報へと繋がっていた。
- その後（時期不明・新キャタピラー三菱がスポンサーになった頃からと思われる）スポンサーが前半のニュース部分のみとなり、前半終了時にクレジット付きのエンディングが、後半開始時にオープニングが入るようになる。後半には「ウィークエンドスポーツ」「プロ野球スクランブル」などの名称が付けられた。
- TBSで『栗山英樹のスポーツBEAT ON!』（1995年4月 - 1996年9月）→『サタデー・デイ・キャッチ!スポーツ』（1996年10月 - 1997年3月）に内包されていた時期は、同番組の出演者である栗山英樹と三井ゆりとがそのまま後半を担当していた。
- TBSでは、ナイターインには後半コーナーを地方局への裏送りとし、前半の全国ニュースの終了時に飛び降り、ナイター中継を放送していた時期があった。

### MBSラジオ制作版
- 編成上のタイトルは『ウィークエンドネットワーク』だが、実際には他の曜日・時間帯に単独番組として放送されている『MBSニュース』と同じ体裁で、『ウィークエンドネットワーク』を放送上のタイトルに用いていない。

#### かつての番組の流れ
- 「MBS交通情報」から直結する格好で、「続いて『ウィークエンドネットワーク』です。CMを挟んで、報道フロアから『MBSニュース』をお伝えします」
  - 『土曜リクエスト』シリーズまでは、番組のジングルに続いて、「この後、CMを挟みまして、ウィークエンドネットワーク。今日のニュースのまとめです」というアナウンスを入れていた。
  - 60秒間CM（PT。20秒×3回）
- 「ニュースの担当は○○アナウンサーです」（他の生ワイド番組に『MBSニュース』を内包する場合と同じ文言）
  - 『土曜リクエスト』シリーズでは、「ウィークエンドネットワーク。この時間の担当は、○○アナウンサーです」。
- 報道フロアから、「お伝えします」（ストレートニュースを3項目伝えてから）「この時間のニュースは以上です」
- 「ニュースの担当は○○アナウンサーでした」（他の生ワイド番組に『MBSニュース』を内包する場合と同じ文言）
  - 『土曜リクエスト』シリーズまでは、「ありがとうございました。この時間の担当は、○○アナウンサーでした」というアナウンスに続いて、番組のジングルを流していた。

### TBSラジオ制作版
- 2023年1月より編成上のタイトルは『ウィークエンドネットワーク』として復活させてはいるが、MBSラジオ同様他の曜日・時間帯に単独番組として放送されている『TBSニュース』と同じ体裁で、『ウィークエンドネットワーク』を放送上のタイトルに用いていない。

## プロ野球のデーゲーム放送時の各局の対応

### TBSラジオ（野球）
2009年までは、当番組の時間帯でデーゲーム中継が放送している場合でも、中継を中断したうえで当番組を放送していた。土・日曜日のプロ野球中継の放送業務から撤退した2010年以降は、クライマックスシリーズの時期でも定時番組の放送を優先。平日の中継放送業務から撤退した2018年からは、関東ローカル向けの放送を中断していた期間をはさんで、当番組を定時に放送している。

### HBCラジオ
ファイターズ戦のデーゲーム中継が長引いた場合、CMのみの放送となる場合がある。ただし、パ・リーグチーム主催のデーゲームは13時開始が多いため、本番組の放送時間まで長引いた事例が少ない。

### TBCラジオ
イーグルス戦のデーゲーム中継が長引いた場合、CMのみの放送となり、ウィークエンドネットワークは休止となる。またクッション番組『あつらじ』放送する場合があり、この場合もCMのみの放送となり、休止になる場合となる。

### CBCラジオ（野球）
ドラゴンズ戦のデーゲーム中継があるときはCMのみの放送になることがある（TBSラジオは2006年4月8日と6月24日は中日対巨人戦、7月8日は広島対巨人戦の中継を中断して放送した）。CMのみになる場合、「ウィークエンドネットワーク」の放送時刻より早くCMを聴けることもある（17:45前後に攻撃が終わった場合は、攻撃終了直後に放送）。特に2014年以降、中日主催デーゲームの試合開始時間が15:00となった為、シーズン中はCMのみ放送となることが多い。ただし、17時45分までに中継が終了した場合は通常通り、ウィークエンドネットワークを放送する。

### MBSラジオ（野球）
2021年までのプロ野球シーズンで『MBSベースボールパーク』としてデーゲーム（主に阪神タイガースの公式戦）を中継する日に、当該カードの試合展開に応じた中継時間の延長によって『豊永真琴のMBSミュージックパーク』17時台の放送を休止する場合には、『ウィークエンドネットワーク』の放送を休止する代わりにCMを流していた。
この体制は『西靖&桜井一枝のわくわく土曜リクエスト』（3代前の番組）時代の2006年から続いていたが、『ウィークエンドネットワーク』の前後に流す予定だったCMについては、2018年まで他球団同士のナイトゲーム中継（開催しない場合には当時土曜日の午後～夕方帯に放送されていた『土曜リクエスト』シリーズの「延長スペシャル」などの雨傘番組）の中で放送。2019年以降のレギュラーシーズンでは、阪神が関与しないナイトゲーム中継を原則として放送しないため、当該時間帯のスポットCM枠に上記のCMを組み込んでいた。
もっとも、2022年の4月（プロ野球シーズン）から単独番組へ完全に移行したことに伴って、上記の体制は解消されている。

### RKBラジオ
ホークス戦のデーゲーム中継が放送されている場合、以前は試合展開に関係なく17:45までに中継を終了してウィークエンドネットワークを放送していた。この場合、対戦相手地元局（対日本ハム戦のHBC、対楽天戦のTBC。交流戦では対中日戦でCBC、対広島戦でRCC）にネットされている場合は、17:45以降も該当局向けに裏送りで中継を継続していた。しかし、2018年現在では、TBSラジオを除いた上記各局同様に原則として試合終了まで放送しており、状況によってはウィークエンドネットワークを休止としてCMのみの放送とするようになっている。

## ネット局
- CBCラジオ・RKBラジオ・琉球放送はJRN系列単独局。それ以外のネット局は、JRN・NRN系列局。

| 放送対象地域   | 放送局名                      | その他                            |
| -------------- | ----------------------------- | --------------------------------- |
| 関東広域圏     | TBSラジオ                     | 制作局・単独番組                  |
| 北海道         | 北海道放送（HBC）             | 単独番組                          |
| 青森県         | 青森放送（RAB）               | 単独番組                          |
| 岩手県         | IBC岩手放送                   | 単独番組                          |
| 秋田県         | 秋田放送（ABS）               | 単独番組                          |
| 山形県         | 山形放送（YBC）               | 単独番組                          |
| 宮城県         | 東北放送（tbc）               | 単独番組                          |
| 福島県         | ラジオ福島（rfc）             | 「ORANGE TIME サタデー」内        |
| 新潟県         | 新潟放送（BSN）               | 単独番組                          |
| 長野県         | 信越放送（SBC）               | 単独番組                          |
| 山梨県         | 山梨放送（YBS）               | 単独番組                          |
| 富山県         | 北日本放送（KNB）             | 単独番組                          |
| 石川県         | 北陸放送（MRO）               | 単独番組                          |
| 福井県         | 福井放送（FBC）               | 単独番組                          |
| 静岡県         | 静岡放送（SBS）               | 単独番組                          |
| 中京広域圏     | CBCラジオ                     | 「大前りょうすけのちょいバズ!」内 |
| 和歌山県       | 和歌山放送（wbs）             | 「サタデーニュース&スポーツ」内   |
| 広島県         | 中国放送（RCC）               | 単独番組                          |
| 鳥取県・島根県 | 山陰放送（BSS）               | 単独番組                          |
| 山口県         | 山口放送（KRY）               | 単独番組                          |
| 岡山県         | RSK山陽放送                   | 単独番組                          |
| 香川県         | 西日本放送（RNC）             | 単独番組                          |
| 愛媛県         | 南海放送（RNB）               | 単独番組                          |
| 高知県         | 高知放送（RKC）               | 単独番組                          |
| 徳島県         | 四国放送（JRT）               | 単独番組                          |
| 福岡県         | RKBラジオ                     | 単独番組                          |
| 長崎県・佐賀県 | 長崎放送（NBC） NBCラジオ佐賀 | 単独番組                          |
| 大分県         | 大分放送（OBS）               | 単独番組                          |
| 熊本県         | 熊本放送（RKK）               | 単独番組                          |
| 宮崎県         | 宮崎放送（MRT）               | 単独番組                          |
| 鹿児島県       | 南日本放送（MBC）             | 単独番組                          |
| 沖縄県         | 琉球放送（RBC）               | 単独番組                          |
| 近畿広域圏     | MBSラジオ                     | 単独番組（企画ネット番組）        |